# Alpesisí az 1956. évi téli olimpiai játékokon
Az 1956. évi téli olimpiai játékokon az alpesisí versenyszámait Cortina d’Ampezzóban rendezték január 27. és február 3. között. A férfiaknál és a nőknél is 3–3 versenyszámban avattak olimpiai bajnokot. A sportágban nem volt magyar induló.

## Részt vevő nemzetek
A versenyeken 29 nemzet 183 sportolója vett részt.
- Ausztrália
- Ausztria
- Belgium
- Bolívia
- Bulgária
- Chile
- Csehszlovákia
- Egyesült Államok
- Egyesült Német Csapat
- Finnország
- Franciaország
- Irán
- Izland
- Japán
- Jugoszlávia
- Görögország
- Kanada
- Lengyelország
- Libanon
- Liechtenstein
- Nagy-Britannia
- Norvégia
- Olaszország
- Románia
- Spanyolország
- Svájc
- Svédország
- Szovjetunió
- Törökország

## Éremtáblázat
(Az egyes számoszlopok legmagasabb értéke, vagy értékei vastagítással kiemelve.)
| Az 1956. évi téli olimpiai játékok éremtáblázata alpesisíben | Az 1956. évi téli olimpiai játékok éremtáblázata alpesisíben | Az 1956. évi téli olimpiai játékok éremtáblázata alpesisíben | Az 1956. évi téli olimpiai játékok éremtáblázata alpesisíben | Az 1956. évi téli olimpiai játékok éremtáblázata alpesisíben | Olimpia  |
| ------------------------------------------------------------ | ------------------------------------------------------------ | ------------------------------------------------------------ | ------------------------------------------------------------ | ------------------------------------------------------------ | -------- |
|                                                              | Ország                                                       | Arany                                                        | Ezüst                                                        | Bronz                                                        | Összesen |
| 1.                                                           | Ausztria (AUT)                                               | 3                                                            | 3                                                            | 3                                                            | 9        |
| 2.                                                           | Svájc (SUI)                                                  | 2                                                            | 2                                                            | 0                                                            | 4        |
| 3.                                                           | Egyesült Német Csapat (EUA)                                  | 1                                                            | 0                                                            | 0                                                            | 1        |
|                                                              |                                                              |                                                              |                                                              |                                                              |          |
| 4.                                                           | Japán (JPN)                                                  | 0                                                            | 1                                                            | 0                                                            | 1        |
|                                                              |                                                              |                                                              |                                                              |                                                              |          |
| 5.                                                           | Kanada (CAN)                                                 | 0                                                            | 0                                                            | 1                                                            | 1        |
|                                                              | Svédország (SWE)                                             | 0                                                            | 0                                                            | 1                                                            | 1        |
|                                                              | Szovjetunió (URS)                                            | 0                                                            | 0                                                            | 1                                                            | 1        |
|                                                              |                                                              |                                                              |                                                              |                                                              |          |
| Összesen                                                     | Összesen                                                     | 6                                                            | 6                                                            | 6                                                            | 18       |

## Érmesek

### Férfi
| Az 1956. évi téli olimpiai játékok férfi érmesei alpesisíben |                              |        |                                  |        |                                   |        |
| Versenyszám                                                  | Arany                        | Arany  | Ezüst                            | Ezüst  | Bronz                             | Bronz  |
| Lesiklás                                                     | Toni Sailer · Ausztria (AUT) | 2:52,2 | Raymond Fellay · Svájc (SUI)     | 2:55,7 | Anderl Molterer · Ausztria (AUT)  | 2:56,2 |
| Műlesiklás                                                   | Toni Sailer · Ausztria (AUT) | 3:14,7 | Igaja Csiharu · Japán (JPN)      | 3:18,7 | Stig Sollander · Svédország (SWE) | 3:20,2 |
| Óriás-műlesiklás                                             | Toni Sailer · Ausztria (AUT) | 3:00,1 | Anderl Molterer · Ausztria (AUT) | 3:06,3 | Walter Schuster · Ausztria (AUT)  | 3:07,2 |

### Női
| Az 1956. évi téli olimpiai játékok női érmesei alpesisíben |                                             |        |                                |        |                                          |        |
| Versenyszám                                                | Arany                                       | Arany  | Ezüst                          | Ezüst  | Bronz                                    | Bronz  |
| Lesiklás                                                   | Madeleine Chamot-Berthod · Svájc (SUI)      | 1:40,7 | Frieda Dänzer · Svájc (SUI)    | 1:45,4 | Lucile Wheeler · Kanada (CAN)            | 1:45,9 |
| Műlesiklás                                                 | Renée Colliard · Svájc (SUI)                | 1:52,3 | Regina Schöpf · Ausztria (AUT) | 1:55,4 | Jevgenyija Szidorova · Szovjetunió (URS) | 1:56,7 |
| Óriás-műlesiklás                                           | Ossi Reichert · Egyesült Német Csapat (EUA) | 1:56,5 | Putzi Frandl · Ausztria (AUT)  | 1:57,8 | Thea Hochleitner · Ausztria (AUT)        | 1:58,2 |